# Henry Robert Bowreman Foote
Henry Robert Bowreman Foote, britanski general, * 1904, † 1993.